# Svensktoppen 1962
Svensktoppen 1962 är en sammanställning av de femton mest populära melodierna på Svensktoppen under 1962.
Svensktoppen började som ett inslag i programmet Svensklördag i Sveriges Radio P1 den 13 oktober 1962. Den gången befann man sig i Svärtinge Folkets hus i Östergötland, och med hjälp av mentometerknappar fick publiken rösta på listans melodier. Den 10 november 1962 blev Svensktoppen ett fristående program, med Barbro Lindström som programledare.
Under 1962, och fram till den 12 oktober 1963, bestod listan endast av sju melodier (ibland åtta), till skillnad från dagens tio.
Totalts placerade femton melodier sig på listan under året, och fyra (En natt i Moskva, Midnattstango, Vita rosor från Aten och Elisabeth serenad) låg på listan under hela säsongen (11 listor).

## Årets Svensktoppsmelodier 1962
| Inga poäng finns tillgängliga för veckorna 43, 44 och 50. De melodier som låg på någon av dessa listor markeras med * |                    |                                    |       |              |
| Nr | Artist             | Titel                              | Poäng | Antal veckor |
| 1 | Anna-Lena Löfgren  | Regniga natt *                     | 186   | 6            |
| 2 | Jan Höiland        | En natt i Moskva *                 | 177   | 11           |
| 3 | Inger Berggren     | Elisabeth serenad*                 | 157   | 11           |
| 4 | Lars Lönndahl      | Midnattstango *                    | 146   | 11           |
| 5 | Ann-Louise Hanson  | Vita rosor från Aten *             | 113   | 11           |
| 6 | Jan Malmsjö        | Caterina *                         | 89    | 9            |
| 7 | Thore Skogman      | Dalatwist *                        | 38    | 5            |
| 8 | Systrarna Lindberg | Solen lyser även på en liten stuga | 34    | 3            |
| 9 | Anita Lindblom     | Bara du                            | 24    | 2            |
| 10 | Göingeflickorna    | Vår lyckodröm                      | 17    | 1            |
| 11 | Gunnar Wiklund     | Gina                               | 12    | 1            |
| 12 | Lill-Babs          | Att vara förälskad *               | 0     | 1            |
| 12 | Thore Skogman      | Dra ända in i Hälsingland *        | 0     | 1            |
| 12 | Thory Bernhards    | Gondoli Gondola *                  | 0     | 1            |
| 12 | Lily Berglund      | Quando, Quando, Quando *           | 0     | 1            |